# 13ª Divisão Aerotransportada dos Estados Unidos
A 13° Divisão Aerotransportada dos Estados Unidos da América foi uma formação de aerotransportes no Exército dos Estados Unidos na Segunda Guerra Mundial, sendo comandada pelo general Eldridge Chapman.